# Chuck Grassley
Ernest Charles “Chuck” Grassley (New Hartford, 17 de setembro de 1933) é um político estadunidense, atualmente senador pelo estado de Iowa. É senador desde 1981. De 1958 a 1974 foi legislador do estado de Iowa. Posteriormente atuou por três mandatos como membro da Câmara dos Representantes dos Estados Unidos. É membro do Partido Republicano. Foi Presidente pro tempore do Senado 2019 até 2021. E novamente Presidente pro tempore do Senado desde 2025.